# 大阪府立久米田高等学校
大阪府立久米田高等学校（おおさかふりつ くめだこうとうがっこう）は、大阪府岸和田市額原町にある公立高等学校。略称は「久米高」。

## 概要
1970年代の高校生急増期に伴う対応として、1978年に全日制普通科を設置する高等学校として創立した。校名は、盛隆期、学問の寺としてその名を知られた「久米田寺」に由来する。
2010年より知的障がいを持つ生徒がともに学ぶ「共生推進教室」が併設された。共生支援教室の生徒の学籍は大阪府立すながわ高等支援学校に所属するが、週4日久米田高等学校に登校して高校の生徒とともに学ぶ。残る1日はすながわ高等支援学校で指導を受ける。

## 沿革
- 1978年 - 大阪府立久米田高等学校として創立。
- 2007年 - コース制を導入[2]。
- 2010年 - 大阪府立たまがわ高等支援学校の「共生推進教室」を設置[2]。
- 2014年 - 共生推進教室を大阪府立すながわ高等支援学校に移管[2]。

## 著名な出身者
- 霧矢大夢 - 元宝塚歌劇団月組トップスター
- 三宅尚子 - 元歌手

## 交通
- 阪和線 下松駅 北東へ約500m（徒歩約8分）。
- 南海ウイングバス 久米田高校前バス停。
- 南海本線 和泉大宮駅 東へ約1.5km。